# Dotona pulchella
Dotona pulchella är en svampdjursart som beskrevs av Carter 1880. Dotona pulchella ingår i släktet Dotona och familjen Alectonidae. Utöver nominatformen finns också underarten D. p. mediterranea.